# IC 4918
IC 4918 هو اصطدام مجري، يقع في كوكبة المرقب (كوكبة). اكتشف في 31 أغسطس 1904 م.

## روابط خارجية
- IC 4918 على موقع ويكي سكاي: DSS2, SDSS, GALEX, IRAS, Hydrogen α, X-Ray, Astrophoto, Sky Map, Articles and images